# 法務庁令
法務庁令（ほうむちょうれい）は、日本国憲法施行後、国家行政組織法施行までの間、法務総裁が法務庁設置法第2条第3項により準用される行政官庁法第6条第1項に基づいて発した命令。従前の司法省令、後の法務府令、法務省令に相当する。
法務庁設置法第2条第3項により準用される行政官庁法第6条第1項により、法務総裁は、主任の事務（すなわち、法務庁の所管事務）について法律もしくは政令を執行するために、または法律もしくは政令の特別の委任に基づいて法務庁令を発することができるものとされ、同条2項により、法律の委任がなければ、罰則を設け、または義務を課し、もしくは権利を制限する規定を設けることができないものとされた。同項に基づいて各大臣の発する総理庁令および省令と同じ根拠法を準用しており、これらと法的性質において同じものである。同法は国家行政組織法施行に伴って廃止されたが、これらの規定は、国家行政組織法12条1項および3項に受け継がれ、法務総裁の命令は法務府令として規定された。